# Autostrada M15 (Węgry)
Autostrada M15 (węg. M15 autópálya) – autostrada na Węgrzech w ciągu tras europejskich E65 i E75.
Autostrada łączy autostradę M1 z granicą Słowacji. Została oddana do użytku 23 czerwca 1998 r. Arteria przez długie lata istniała w tzw. „półprofilu” – posiadała tylko jedną dwupasową jezdnię, przez co traktowana była jak droga ekspresowa (z ograniczeniem prędkości do 90 km/h). Otwarcie drugiej jezdni nastąpiło 18 grudnia 2019 roku